# Serie A (Ecuador)
Die Serie A ist die höchste ecuadorianische Fußballliga. Sie existiert seit 1957 und wird von der Federación Ecuatoriana de Fútbol betrieben und organisiert. Seit 2019 spielen 16 Vereine in der Liga. Die Meisterschaft wird in drei Etappen ausgetragen. Die ersten zwei Etappen bestehen aus jeweils Hin- und Rückspielen zwischen allen Teams. In der dritten Etappe bestimmen die Tabellenersten der ersten und zweiten Etappe den Meister. Aus kommerziellen Gründen wurde die Meisterschaft zwischen 2003 und 2008 unter dem offiziellen Namen Copa Pilsener ausgetragen. Von 2009 bis 2011, Sponsor war die Banco Pichincha, lautete der offizielle Name Copa Credife. Im Folgejahr verzichtete man auf eine Fremdbezeichnung. Im Jahr 2013 kehrte man wieder zu der Bezeichnung Copa Pilsener zurück.
Das Ligasystem Ecuadors ist wie folgt aufgeteilt:
- Serie A (16 Mannschaften)
- Serie B (10 Mannschaften)
- Zweite Kategorie (22 Provinzgruppen)

## Geschichte
Die ersten Fußballvereine in Ecuador wurden 1899 gegründet. Ab 1922 organisierten die Provinzen Pichincha und Guayas regionale Amateurmeisterschaften. Zwischen 1940 und 1949 wurden die ersten Amateurmeisterschaften auf Landesebene ausgetragen und in den fünfziger Jahren die ersten professionellen Meisterschaften auf regionaler Ebene. 1957 wurde die erste offizielle Meisterschaft als Campeonato Nacional de clubes en Ecuador ausgetragen, die zwar in den folgenden beiden Jahren ausgesetzt wurde, aber seit 1960 durchgängig ausgetragen wird. Erst ab den 1970er Jahren nahmen an der Meisterschaft auch Vereine aus anderen Städten als Quito und Guayaquil teil. Die ersten Meister, die nicht aus einer dieser beiden Städte kamen, waren 2000 der Verein Olmedo aus Riobamba und 2004 Deportivo Cuenca. In den siebziger Jahren nahmen 10 Vereine an der Meisterschaft teil. Die Anzahl teilnehmender Vereine schwankte in den achtziger Jahren und stieg zwischenzeitlich auf 16 bzw. 18 an. Seit 1989 nahmen 12 Mannschaften an der Meisterschaft teil, 2000 wurde die Anzahl auf 10 reduziert. 2005 wurden zwei Meister ausgespielt in Apertura und Clausura, um das System an die Ligen anderer lateinamerikanischer Länder anzupassen. Schon 2006 kehrte man aber zurück zum System mit einem Meister pro Jahr. Seit 2008 nahmen wieder 12 Mannschaften an der Meisterschaft teil. Im Jahr 2008 gelang es zum ersten Mal einem Verein aus Ecuador, einen internationalen Titel zu gewinnen. LDU Quito gewann den wichtigsten Vereinswettbewerb Südamerikas, die Copa Libertadores. Seitdem gewann der Verein noch die Copa Sudamericana 2009 und zwei Mal die Recopa Sudamericana. Seit 2019 nehmen 16 Mannschaften an der Meisterschaft teil.

## Modus

### Meisterschaft
Der Modus, in dem der ecuadorianische Meister ermittelt wird, hat sich im Laufe der Jahre mehrfach verändert. Momentan kämpfen 16 Mannschaften in zwei Etappen um den Titel.
Die ersten Etappen bestehen aus 30 Spieltagen, an denen alle Mannschaften in Hin- und Rückspielen aufeinandertreffen. In der zweiten Etappe spielen die ersten acht Mannschaften in einer Finalrunde mit Hin- und Rückspielen den Meister aus. Dabei spielt zunächst im Viertelfinale der Erste gegen den Achten, der Zweite gegen den Siebten usw. Darauf folgen im Anschluss Halbfinale und Finale.

### Qualifikation für die Kontinentalwettbewerbe
Für die Copa Libertadores qualifizieren sich der Meister, der Vizemeister und die beiden nächstplatzierten Mannschaften der Gesamttabelle. Für die Copa Sudamericana qualifizieren sich die nächsten drei Mannschaften der Gesamttabelle sowie der Gewinner oder die bestplatzierte nicht für einen internationalen Wettbewerb qualifizierte Mannschaft des ecuadorianischen Pokals.

## Vereine in der Serie A 2022
Die folgenden Mannschaften nehmen an der Spielzeit 2022 teil.
| Mannschaft              | Stadt            | Stadion                                             | Kapazität |
| ----------------------- | ---------------- | --------------------------------------------------- | --------- |
| 9 de Octubre            | Guayaquil        | Estadio Los Chirijos                                | 42.000    |
| Aucas                   | Quito            | Estadio Gonzalo Pozo Ripalda                        | 18.799    |
| Barcelona               | Guayaquil        | Estadio Monumental Banco Pichincha                  | 57.267    |
| Cumbayá FC              | Quito            | Estadio Olímpico Atahualpa                          | 38.258    |
| Delfín                  | Manta            | Estadio Jocay                                       | 17.834    |
| Deportivo Cuenca        | Cuenca           | Estadio Alejandro Serrano Aguilar                   | 18.549    |
| Emelec                  | Guayaquil        | Estadio George Capwell                              | 39.000    |
| Gualaceo SC             | Gualaceo/Azogues | Estadio Jorge Andrade Cantos                        | 14.000    |
| Guayaquil City          | Guayaquil        | Estadio Christian Benítez Betancourt                | 10.152    |
| Independiente del Valle | Sangolquí        | Estadio Banco Guayaquil                             | 12 000    |
| LDU Quito               | Quito            | Estadio Rodrigo Paz Delgado                         | 41.575    |
| Macará                  | Ambato           | Estadio Bellavista                                  | 16.467    |
| Mushuc Runa SC          | Ambato           | Estadio Cooperativa de Ahorro y Crédito Mushuc Runa | 8.200     |
| Orense                  | Machala          | Estadio 9 de Mayo                                   | 16.456    |
| Técnico Universitario   | Ambato           | Estadio Bellavista                                  | 16.467    |
| Universidad Católica    | Quito            | Estadio Olímpico Atahualpa                          | 35.742    |

## Die Meister
| Rang | Verein                  | Meister- schaften | Vizemeister- schaften | Jahre der Meisterschaften                                                                      |
| ---- | ----------------------- | ----------------- | --------------------- | ---------------------------------------------------------------------------------------------- |
| 1    | Barcelona Sporting Club | 16                | 13                    | 1960, 1963, 1966, 1970, 1971, 1980, 1981, 1985, 1987, 1989, 1991, 1995, 1997, 2012, 2016, 2020 |
| 2    | CS Emelec               | 14                | 15                    | 1957, 1961, 1965, 1972, 1979, 1988, 1993, 1994, 2001, 2002, 2013, 2014, 2015, 2017             |
| 3    | CD El Nacional          | 13                | 7                     | 1967, 1973, 1976, 1977, 1978, 1982, 1983, 1984, 1986, 1992, 1996, 2005C1, 2006                 |
| 4    | LDU Quito               | 12                | 6                     | 1969, 1974, 1975, 1990, 1998, 1999, 2003, 2005A1, 2007, 2010, 2018, 2023                       |
| 5    | Deportivo Quito         | 5                 | 3                     | 1964, 1968, 2008, 2009, 2011                                                                   |
| 6    | Deportivo Cuenca        | 1                 | 5                     | 2004                                                                                           |
| 7    | Independiente del Valle | 1                 | 1                     | 2021                                                                                           |
|      | Delfín Sporting Club    | 1                 | 1                     | 2019                                                                                           |
|      | CD Olmedo               | 1                 | 1                     | 2000                                                                                           |
| 9    | Deportivo Everest       | 1                 | 0                     | 1962                                                                                           |
|      | SD Aucas                | 1                 | 0                     | 2022                                                                                           |
| 11   | 9 de Octubre            | 0                 | 3                     |                                                                                                |
| 12   | América de Quito        | 0                 | 2                     |                                                                                                |
|      | Universidad Católica    | 0                 | 2                     |                                                                                                |
|      | Técnico Universitario   | 0                 | 2                     |                                                                                                |
| 15   | CD Espoli               | 0                 | 1                     |                                                                                                |
|      | CD Filanbanco           | 0                 | 1                     |                                                                                                |
|      | CS Patria               | 0                 | 1                     |                                                                                                |
|      | Valdez SC               | 0                 | 1                     |                                                                                                |

1 Im Jahr 2005 wurden zwei Meister ausgespielt, ein Meister der Apertura (A) und einer der Clausura (C).

## Torschützenkönige
| Jahr  | Spieler                   | Verein                  | Tore |
| ----- | ------------------------- | ----------------------- | ---- |
| 1957  | Simón Cañarte             | Barcelona               | 4    |
| 1960  | Enrique Cantos            | Barcelona               | 8    |
| 1961  | Galo Pinto                | Deportivo Everest       | 12   |
| 1962  | Iris López                | Barcelona               | 9    |
| 1963  | Carlos Alberto Raffo      | Emelec                  | 4    |
| 1964  | Jorge Valencia            | América de Manta        | 8    |
| 1965  | Helio Cruz                | Barcelona               | 8    |
| 1966  | Coutinho                  | LDU Quito               | 13   |
| 1967  | Tom Rodríguez             | El Nacional             | 16   |
| 1968  | Víctor Manuel Battaini    | Deportivo Quito         | 19   |
| 1969  | Francisco Bertocchi       | LDU Quito               | 26   |
| 1970  | Rómulo Dudar Mina         | Macará                  | 19   |
| 1971  | Alfonso Obregón           | LDU de Portoviejo       | 18   |
| 1972  | Ángel Liciardi1           | Deportivo Cuenca        | 24   |
| 1973  | Ángel Marín               | América de Quito        | 18   |
| 1974  | Ángel Liciardi            | Deportivo Cuenca        | 19   |
| 1975  | Ángel Liciardi            | Deportivo Cuenca        | 36   |
| 1976  | Ángel Liciardi            | Deportivo Cuenca        | 35   |
| 1977  | Fabián Paz y Miño         | El Nacional             | 27   |
|       | Ángel Marín1              | Deportivo Quito         | 27   |
| 1978  | Juan José Pérez           | LDU de Portoviejo       | 24   |
| 1979  | Carlos Horacio Miori      | Emelec                  | 26   |
| 1980  | Miguel Ángel Gutiérrez    | América de Quito        | 26   |
| 1981  | Paulo César               | LDU Quito               | 25   |
| 1982  | José Villafuerte          | El Nacional             | 25   |
| 1983  | Paulo César               | Barcelona               | 28   |
| 1984  | Sergio Saucedo            | Deportivo Quito         | 25   |
| 1985  | Juan Carlos de Lima       | Universidad Católica    | 24   |
|       | Alexander „Guga“ da Silva | Esmeraldas Petrolero    | 24   |
| 1986  | Juan Carlos de Lima       | Deportivo Quito         | 23   |
| 1987  | Ermen Benítez             | El Nacional             | 23   |
|       | Hamilton Cuvi             | CD Filanbanco           | 23   |
|       | Waldemar Victorino        | LDU de Portoviejo       | 23   |
| 1988  | Janio Pinto               | LDU Quito               | 18   |
| 1989  | Ermen Benítez             | El Nacional             | 23   |
| 1990  | Ermen Benítez             | El Nacional             | 29   |
| 1991  | Pedro Varela              | Delfín Sporting Club    | 24   |
| 1992  | Carlos Muñoz Martínez     | Barcelona               | 19   |
| 1993  | Diego Herrera             | LDU Quito               | 19   |
| 1994  | Manuel Uquillas           | CD Espoli               | 25   |
| 1995  | Manuel Uquillas           | Barcelona               | 24   |
| 1996  | Ariel Graziani            | Emelec                  | 29   |
| 1997  | Ariel Graziani            | Emelec                  | 24   |
| 1998  | Iván Kaviedes             | Emelec                  | 43   |
| 1999  | Christian Botero          | Macará                  | 25   |
| 2000  | Alejandro Kenig           | Emelec                  | 25   |
| 2001  | Carlos Alberto Juárez     | Emelec                  | 17   |
| 2002  | Christian Carnero         | Deportivo Quito         | 26   |
| 2003  | Ariel Graziani            | Barcelona               | 23   |
| 2004  | Ebelio Ordóñez            | El Nacional             | 28   |
| 2005A | Wilson Segura             | LDU de Loja             | 21   |
| 2005C | Omar Guerra               | SD Aucas                | 17   |
| 2006  | Luis Miguel Escalada      | Emelec                  | 29   |
| 2007  | Juan Carlos Ferreyra      | Deportivo Cuenca        | 17   |
| 2008  | Pablo Palacios            | Barcelona               | 20   |
| 2009  | Claudio Bieler            | LDU Quito               | 22   |
| 2010  | Jaime Ayoví               | Emelec                  | 23   |
| 2011  | Narciso Mina              | Independiente del Valle | 28   |
| 2012  | Narciso Mina              | Barcelona               | 30   |
| 2013  | Federico Nieto            | Deportivo Quito         | 29   |
| 2014  | Armando Wila              | Universidad Católica    | 20   |
| 2015  | Miller Bolaños            | CS Emelec               | 25   |
| 2016  | Maxi Barreiro             | Delfín Sporting Club    | 26   |
| 2017  | Hernán Barcos             | LDU Quito               | 21   |
| 2018  | Jhon Cifuente             | Universidad Católica    | 37   |
| 2019  | Luis Amarilla             | Universidad Católica    | 19   |
| 2020  | Cristian Martínez Borja   | LDU Quito               | 24   |
| 2021  | Jonatan Bauman            | Independiente del Valle | 26   |
| 2022  | Francisco Fydriszewski    | SD Aucas                | 15   |

1 In den Jahren 1972 und 1977 wurde der Torschützenkönig der Serie B zum Gesamt-Torschützenkönig erklärt. 